# Veikko Helle
Pour les articles homonymes, voir Veikko et Helle.
Veikko Kullervo Helle (né le 11 décembre 1911 à Vihti et mort le 5 février 2005 à Lohja) est un homme politique finlandais,,.

## Carrière politique
Veikko Helle est député SDP de la circonscription d'Uusimaa du 21 juillet 1951 au 25 mars 1983.
Il est président du Parlement de 1976 a 1978.
Veikko Helle est vice-Premier ministre du gouvernement Karjalainen II (15.07.1970–28.10.1971), Ministre des Transports du  gouvernement Koivisto I (01.01.1970–28.02.1970) ainsi que Ministre de l'Emploi des gouvernements Koivisto I (01.03.1970–13.05.1970), Karjalainen II (15.07.1970–28.10.1971), Paasio II (23.02.1972–03.09.1972) et Sorsa III (31.12.1982–05.05.1983),.

## Reconnaissance
- Mémorial Veikko Helle (fi), 2011